# Nipponomysis quadrispinosa
Nipponomysis quadrispinosa är en kräftdjursart som först beskrevs av Ii 1964.  Nipponomysis quadrispinosa ingår i släktet Nipponomysis och familjen Mysidae. Inga underarter finns listade i Catalogue of Life.